# Tonnage
Le tonnage ou jauge d'un navire est la capacité de transport d'un navire de commerce évaluée par son volume intérieur (capacité cubique). Le tonnage résulte d'un calcul complexe, qui estime le volume intérieur. Le tonnage est exprimé en tonneaux (le tonneau est  équivalent à 2,83 m3) pour les petits bateaux et en unités UMS (de l'anglais Universal Measurement System) pour les navires de longueur supérieure à 24 mètres effectuant des voyages internationaux. Sur les documents officiels, on porte Jauge brute : 7800 ou Jauge nette : 6600, sans pouvoir y porter une unité puisqu'elle n'est pas expressément nommée.
En considération des anciennes limites de brevets on admet que :
- 200 UMS est équivalent à 100 tonneaux[N 1] ;
- 500 UMS est équivalent à 200 tonneaux[N 2] ;
- 3 000 UMS est équivalent à 1 600 tonneaux[N 3].

Une convention de l'Organisation maritime internationale, règle les principes relatifs à la détermination de la jauge des navires. Un certificat international de jauge 69 sera délivré sauf pour :
- les navires d'une longueur inférieure à 24 mètres ;
- les navires de guerre ;

et certains autres cas particuliers.
Il existe une jauge de course : mesure des yachts de course suivant une formule destinée à égaliser les chances des concurrents en taxant les éléments de vitesse.

## Tonnage brut vs net
On distingue le tonnage brut et le tonnage net.

### Tonnage brut (GRT)
Également appelé jauge brute est la capacité intérieure totale d'un navire. On utilise pour la désigner l'abréviation anglo-saxonne GRT.

### Tonnage net (NRT)
Également appelé jauge nette est le volume utilisable commercialement. On utilise pour la désigner l'abréviation anglo-saxonne NRT.
Le tonnage net est calculé en déduisant du tonnage brut les espaces occupés par les installations nécessaires à l'exploitation du navire : Grues et treuils, logements de l'équipage, machines et chaudières, capacités ne servant pas au transport, passerelle, etc.
Il sert de base aux taxations diverses (portuaires, pilotage).

## Calcul et utilisation
Pour les navires sous pavillon français, son calcul  est délégué aux sociétés de classifications habilitées qui délivrent un certificat de jauge 1969.
Il existe des jauges particulières : jauge pour le canal de Suez (SCGT et SCNT) ainsi que pour le canal de Panama (PCGT et PCNT), leur calcul suit des règlements différents et ne sert qu'au barème de taxes pour le passage de ces canaux.
Sauf indication contraire, lorsqu'il est fait mention d'un tonnage d'un navire, il s'agit toujours du tonnage brut.
La législation sur les brevets (STCW) utilise également le tonnage. Par exemple, le Brevet de Capitaine 500, est un brevet autorisant le commandement de navires d'un tonnage maximum de 500 (UMS).
Ne pas confondre avec :
- le port en lourd qui est une mesure de poids, exprimée en tonnes de port en lourd (tpl) ;
- le déplacement, exprimant le poids total du navire, en tonnes (t).